# 井田友胤
井田 友胤（いだ ともたね、生年不明 - 永禄8年3月9日（1565年4月9日））は、戦国時代の武将。受領名は刑部大輔・美濃守。父は井田胤俊、弟に氏胤、井田志摩守。室は山室常隆娘。子に胤徳、胤信。
井田氏は出自が不明である。16世紀以前の下総・上総地域に「井田」を称する武士の存在が確認できないためである。武蔵国橘樹郡を拠点とする武士である井田氏が室町期の関東の戦乱下で房総地域に移住したとする説もある。
その後、井田氏は山室氏の客将となり、友胤は飯櫃城主・山室常隆の娘を妻に迎えているが、父胤俊の頃より千葉昌胤の元服に参列するなどし、千葉氏に属していたとされる。また後北条氏の家臣でもある。
天文7年（1538年）、小弓公方足利義明と後北条氏とが争った第一次国府台合戦の際に、友胤は千葉昌胤と共に後北条氏方に付き、合戦ののち同年12月20日付けで古河公方足利晴氏より感状をもって賞されている。
山室氏の客将として小池城に在った友胤は、天文17年（1548年）に大台城を築き一族と共に移住した。隣接する坂田城の城主三谷氏の内訌に介入すると、弘治元年（1555年）山室氏を後ろ盾として千葉氏の重臣三谷大膳亮胤興を討ち取り、三谷氏旧領の坂田郷を乗っ取った。